# Liste von Persönlichkeiten der Stadt Kamp-Lintfort
Diese Liste von Persönlichkeiten der Stadt Kamp-Lintfort umfasst die Bürgermeister, Ehrenbürger, Söhne und Töchter der Stadt sowie weitere Persönlichkeiten mit Bezug zur Stadt.

## Bürgermeister
- 1920–1945: Hubert Lesaar (1888–1963), Bürgermeister der Rechtsvorgänger der Stadt Kamp-Lintfort
- 1945–1946: Johann Janssen[1]
- 1946–1962: Robert Schmelzing[2]
- 1962–1969: Emil Kames[3]
- 1969–1978: Hermann Haugk[4]
- 1978–1999: Karl Flügel[5]
- Seit 1999: Christoph Landscheidt (SPD)

## Ehrenbürger
- 1960: Ehrenbürgermeister Robert Schmelzing[6]
- 2000: Ehrenbürgermeister Karl Flügel[6]

## In Kamp-Lintfort geborene Persönlichkeiten
- Johannes Ewich (1525–1588), Reformator in Hoerstgen, erster graduierter Arzt in Duisburg und Stadtphysikus in Bremen
- Friedrich von Eerde (1781–1848), erster Landrat des Kreises Geldern
- Jacob Wiener (1815–1899), Graveur von Münzen, Medaillen und Briefmarken
- Johannes Asdonk (1910–2003), Arzt
- Wilhelm Ernst Barkhoff (1916–1994), Anthroposoph und Bankier
- Adolf Storms (1919–2010), Angehöriger der Waffen-SS und Kriegsverbrecher
- Josef Schürgers (1922–2001), Politiker (CDU), Bürgermeister von Viersen
- Heinz Eikelbeck (1926–2011), Politiker (SPD), 1975–1994 Oberbürgermeister von Bochum
- Gerd Ripkens (1929–1988), Politiker (CDU)
- Karl Günnemann (1931–2015), Handballnationalspieler
- Ako Haarbeck (1932–2017), evangelischer Theologe
- Brigitte Asdonk (* 1947), Gründungsmitglied der Terrororganisation Rote Armee Fraktion
- Hans Kämper (* 1949), Jazzmusiker* Karin Kleppin (* 1949), Sprachwissenschaftlerin
- Cordula Weimann (* 1959), Gründerin von Omas for Future
- Yvonne Willicks (* 1970), Fernsehmoderatorin und Hauswirtschaftsmeisterin
- Steffen Brückner (* 1976), Gitarrist, Sänger (Mrs. Greenbird)
- Tobias Schacht (* 1976), Sänger und Gitarrist
- Nadine Sieben (* 1979), Sängerin, Unterhaltungskünstlerin und Komponistin
- Jennifer Ninaus (* 1985), Fußballspielerin
- Florian von Gruchalla (* 1989), Handballspieler

## Bekannte Einwohner und mit Kamp-Lintfort verbundene Persönlichkeiten
- Ernst Friedrich Ball (1799–1885), Pfarrer
- Franz Brenner (1863–1928), Bergwerksdirektor
- Werner Brand (1885–1957), Bergwerksdirektor
- Helmut Brocke (* 1948), ehem. Stadtdirektor
- Hubert Lesaar (1888–1963), Bürgermeister von 1920 bis 1945
- Johannes Egermann (1892–1955), Politiker (SPD)
- Otto Striebeck (1894–1972), Politiker (SPD)
- Hanns Vogts (1900–1976), Schriftsteller
- Hermann Haarbeck (1901–1975), Pfarrer
- Karl Isenberg (1906–1977), Politiker (SPD)
- Eduard Hesse (1912–2011), Pfarrer
- Rolf Soltau (1917–1980), Politiker (SPD)
- Rudolf Drese (1932–2003), Politiker (SPD)
- Eberhard Sohns (1936–2017), Politiker (SPD)
- Ingo Wolff (* 1938), Ingenieurwissenschaftler
- Wolfgang Roth (* 1949), Politiker (SPD)
- Norbert Ballhaus (* 1955), Kommunalpolitiker (SPD)
- Eva-Maria Houben (* 1955), Musikwissenschaftlerin
- Bernhard Nebe (* 1957), Politiker (SPD)
- Marcus Uhlig (* 1971), Fußballfunktionär
- René Schneider (* 1976), Politiker (SPD)
- Joel-Sadu Aminu (* 1997), Basketballspieler